# Jason Lee
Jason Michael Lee (Orange, 25 aprile 1970) è un attore, produttore televisivo e skater statunitense.

## Carriera

### Skater
Lee iniziò la sua carriera come skater professionista tra la fine degli anni 1980 e l'inizio degli anni 1990. Lee era capace di notevoli tricks con lo skateboard, tra cui i 360 kickflips, kickflip backside tailslide, e il curb cut launched Japan air. Fu il cofondatore di Stereo skateboards (insieme a Chris Pastras) nel 1992, un'azienda risanata dai due nel 2004 dopo essere stata chiusa per diversi anni.
Fu uno dei primi skater al quale fu dedicata una "pro model shoe", e partecipò nel 1991 allo storico video Video Days per Blind skateboards. Ancora oggi è ricordato come uno dei più grandi e innovativi street skater dei primi anni novanta.

### Attore
La decisione di Lee di lasciare il mondo dello skateboard professionista per dedicarsi al cinema fu una grande sorpresa per tutti. Il suo primo ruolo importante lo ottiene nel film di Kevin Smith Generazione X, divenuto poi un film cult, nel quale interpreta il ruolo di Brodie.
È rimasto buon amico con lo stesso Smith, e infatti appare nella maggior parte dei film del noto regista, anche se con parti minori, tra cui In cerca di Amy, Dogma, Jay & Silent Bob... Fermate Hollywood!, Jersey Girl e Clerks II.
Partecipa poi al film 110 e frode insieme a Tom Green, ed è protagonista di Cose da maschi. Ottiene ruoli secondari in Nemico pubblico, Quasi famosi, Vanilla Sky, L'acchiappasogni, e La storia di Jack & Rose.
Ha dato anche la voce a Syndrome nella versione originale del film d'animazione campione d'incassi della Disney Gli Incredibili - Una "normale" famiglia di supereroi. Dal 2005 al 2009 è stato il protagonista della serie televisiva My Name Is Earl.
Dal 22 giugno 2010 è il protagonista della serie Memphis Beat.
Ha avuto il ruolo di Dave Seville in Alvin Superstar e nei suoi sequel.
Nel 2020 partecipa al doppiaggio del film d'animazione Siamo solo orsi - Il film.

## Vita privata
Jason Lee è nato a Santa Ana, in California, il 25 aprile 1970. Suo padre Greg era un gestore di concessionarie di automobili e sua madre Carol una casalinga. 
Jason è cresciuto a Huntington Beach e ha frequentato la Ocean View High School.
Lee è stato sposato con l'attrice e fotografa Carmen Llywelyn dal 1995 al 2001. In seguito si è fidanzato con l'attrice Beth Riesgraf dalla quale ha avuto un figlio, Pilot Inspektor, nome ispirato dalla canzone He's Simple, He's Dumb, He's the Pilot dei Grandaddy. Lee e Riesgraf si sono separati nel 2007; il 1º luglio del 2008 ha sposato la sua compagna, l'attrice Ceren Alkac, che il 10 agosto dello stesso anno ha dato alla luce una figlia, Casper. Il 16 giugno del 2012, hanno avuto il loro secondo figlio, Sonny. Nel 2016 Lee e la sua famiglia si sono trasferiti a Denton e un anno dopo, nel 2017, hanno annunciato la nascita della terza figlia, Alberta Lee. 
Lee è anche un collezionista di motociclette; possiede una rara custom Falcon Motorcycles del Dopoguerra che vinse il premio della miglior moto custom del 2008 al concorso internazionale d'eleganza Legend of the Motorcycle.
Lee è stato anche un membro della chiesa di Scientology e consigliere del Comitato dei cittadini per i diritti umani, un'organizzazione fondata da Scientology stessa. Affiliato dagli anni '90, nel 2016 l'attore ha dichiarato di aver concluso tutti i rapporti con l'organizzazione. 
Lee è inoltre padrino dell'attrice Harley Quinn Smith.

## Filmografia

### Attore

#### Cinema
- Mi vida loca, regia di Allison Anders (1993)
- Generazione X (Mallrats), regia di Kevin Smith (1995)
- Drawing Flies, regia di Matthew Gissing e Malcolm Ingram (1996)
- In cerca di Amy (Chasing Amy), regia di Kevin Smith (1997)
- A Better Place, regia di Vincent Pereira (1997)
- Amore tra le righe (Kissing a Fool), regia di Doug Ellin (1998)
- Cuisine américaine, regia di Jean-Yves Pitoun (1998)
- Nemico pubblico (Enemy of the State), regia di Tony Scott (1998)
- Dogma, regia di Kevin Smith (1999)
- Mumford, regis di Lawrence Kasdan (1999)
- Quasi famosi (Almost Famous), regia di Cameron Crowe (2000)
- Heartbreakers - Vizio di famiglia (Heartbreakers), regia di David Mirkin (2001)
- Jay & Silent Bob... Fermate Hollywood! (Jay and Silent Bob Strike Back), regia di Kevin Smith (2001)
- Vanilla Sky, regia di Cameron Crowe (2001)
- Big Trouble - Una valigia piena di guai (Big Trouble), regia di Barry Sonnenfeld (2002)
- 110 e frode (Stealing Harvard), regia di Bruce McCulloch (2002)
- Cose da maschi (A Guy Thing), regia di Chris Koch (2003)
- L'acchiappasogni (Dreamcatcher), regia di Lawrence Kasdan (2003)
- I Love Your Work, regia di Adam Goldberg (2003)
- Jersey Girl, regia di Kevin Smith (2004)
- La storia di Jack & Rose (The Ballad of Jack and Rose), regia di Rebecca Miller (2005)
- Dead Sexy - Bella da morire (Drop Dead Sexy), regia di Michael Philip (2005)
- Clerks II, regia di Kevin Smith (2006)
- Alvin Superstar (Alvin and the Chipmunks), regia di Tim Hill (2007)
- Alvin Superstar 2 (Alvin and the Chipmunks: The Squeakquel), regia di Betty Thomas (2009)
- Poliziotti fuori - Due sbirri a piede libero (Cop Out), regia di Kevin Smith (2010)
- Alvin Superstar 3 - Si salvi chi può! (Alvin and the Chipmunks: Chip-Wrecked), regia di Mike Mitchell (2011)
- Columbus Circle, regia di George Gallo (2012)
- Comportamenti molto... cattivi! (Behaving Badly), regia di Tim Garrick (2014)
- Alvin Superstar - Nessuno ci può fermare (Alvin and the Chipmunks: The Road Chip), regia di Walt Becker (2015)
- Qualcosa di inaspettato (Away and Back), regia di Jeff Bleckner (2015)
- Jay e Silent Bob - Ritorno a Hollywood (Jay and Silent Bob Reboot), regia di Kevin Smith (2019)

#### Televisione
- Hiatus, regia di Kevin Smith – film TV (1996)
- Weapons of Mass Distraction, regia di Stephen Surjik – film TV (1997)
- Perversions of Science – serie TV, episodio 1x07 (1997)
- My Name Is Earl – serie TV, episodi 96 (2005-2009) – Earl Hickey
- Yacht Rock – serie TV, episodio 1x11 (2007)
- Aiutami Hope! (Raising Hope) – serie TV, episodio 1x10 (2010)
- Memphis Beat – serie TV, 20 episodi (2010-2011)
- Shredd, regia di Jason Lee – film TV (2011)
- Up All Night – serie TV, 6 episodi (2011-in corso)
- Men at Work - serie TV, episodio 2x06 (2012)
- The Residence - serie TV, 8 episodi (2025 - in corso)

#### Cortometraggi
- Video Days, regia di Spike Jonze (1991)

### Doppiatore
- Gli Incredibili - Una "normale" famiglia di supereroi (The Incredibles), regia di Brad Bird (2004)
- Gli Incredibili (The Incredibles) – videogioco (2004)
- Jack-Jack Attack, regia di Brad Bird (2005)
- American Dad! – serie TV, episodio 1x17 (2006)
- Monster House, regia di Gil Kenan (2006)
- Underdog - Storia di un vero supereroe (Underdog), regia di Frederik Du Chau (2007)
- We Bare Bears - Siamo solo orsi (We Bare Bears), serie animata (2015-2019)
- Siamo solo orsi - Il film (We Bare Bears: The Movie), regia di Daniel Chong (2020)

## Doppiatori italiani
Nelle versioni in italiano dei suoi film, Jason Lee è stato doppiato da:
- Luigi Ferraro in In cerca di Amy, Alvin Superstar, Alvin Superstar 2, Alvin Superstar 3 - Si salvi chi può!, Alvin Superstar - Nessuno ci può fermare, Qualcosa di inaspettato
- Tony Sansone in Heartbreakers - Vizio di famiglia, Jay & Silent Bob... Fermate Hollywood!, Dead Sexy - Bella da morire, Jay e Silent Bob - Ritorno a Hollywood
- Francesco Prando in Amore tra le righe, Poliziotti fuori - Due sbirri a piede libero
- Vittorio De Angelis in Dogma, 110 e frode
- Pasquale Anselmo in My Name is Earl, Memphis Beat
- Christian Iansante in Clerks II, Comportamenti molto... cattivi
- Alessio Cigliano in Generazione X
- Angelo Maggi in Nemico pubblico
- Vittorio Guerrieri in Mumford
- Massimo De Ambrosis in Quasi famosi
- Riccardo Rossi in Vanilla Sky
- Francesco Pezzulli in Big Trouble - Una valigia piena di guai
- Giorgio Borghetti in Cose da maschi
- Roberto Gammino in L'acchiappasogni
- Teo Bellia in Aiutami Hope!
- Roberto Certomà in Men at Work

Da doppiatore è sostituito da:
- Christian Iansante in Gli Incredibili - Una "normale" famiglia di supereroi, L'attacco di Jack-Jack
- Paolo Vivio in Monster House
- Pasquale Anselmo in Underdog - Storia di un vero supereroe
- Enrico Chirico in Siamo solo orsi - Il film[6]